# سلك مطوي

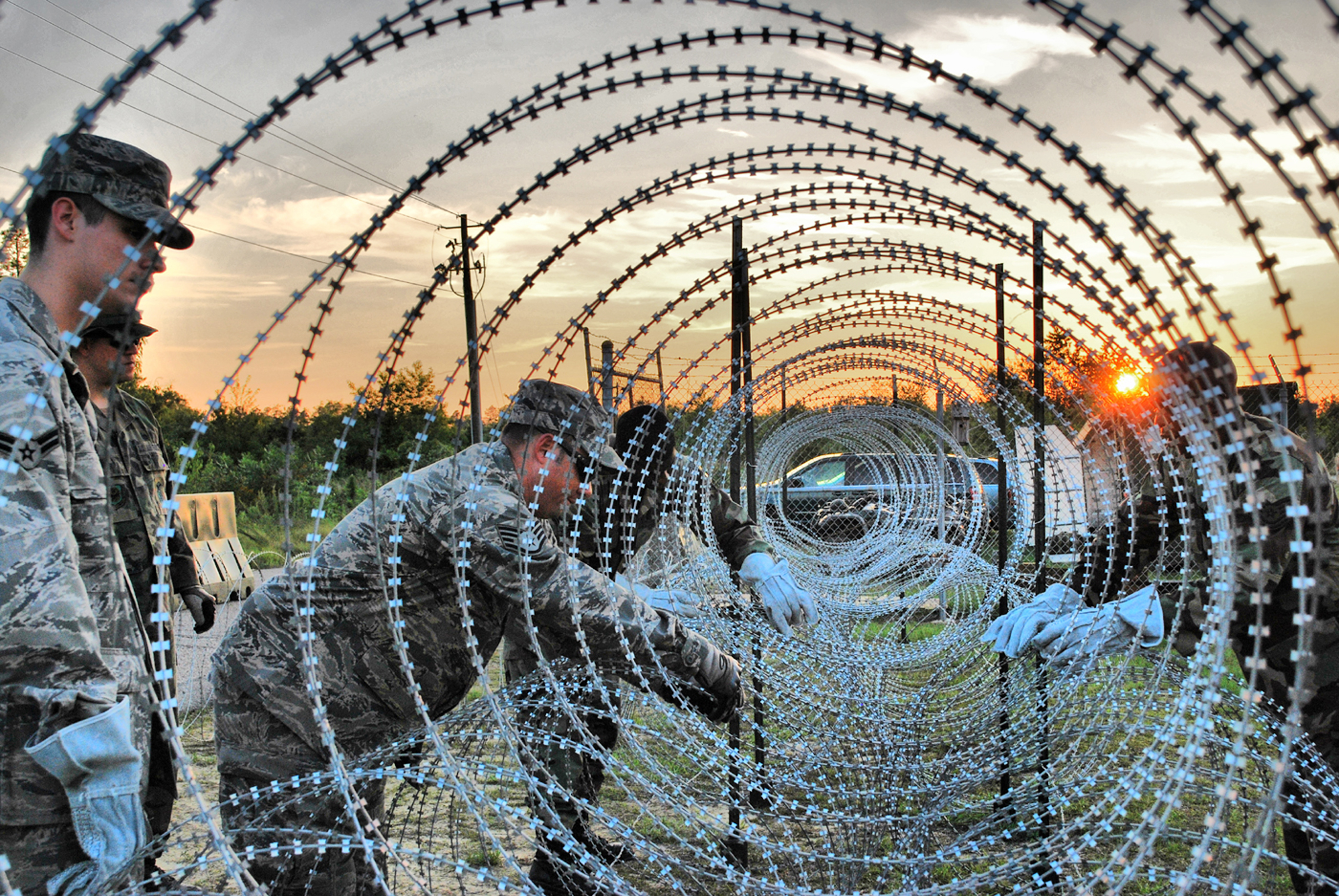
مجموعة أسلاك مطوية

السلك المطوي أو سلك الكونسرتينا (بالإنجليزية: Concertina Wire)‏ هو نوع من الأسلاك الشائكة مكون من اللفائف المعدنية مع الأوتاد الخشبية البسيطة لتكون عوائق سلكية. أثناء الحرب العالمية الأولى ، كانت تصنع يدوياً ، أما الآن فيتم صنعها في المصانع .

## أصل التسمية
ترجع تسمية سلك الكونسرتينا بهذا الاسم إلى تشابه لفائف السلك مع آلة الكونسرتينا الموسيقية .